# Patio

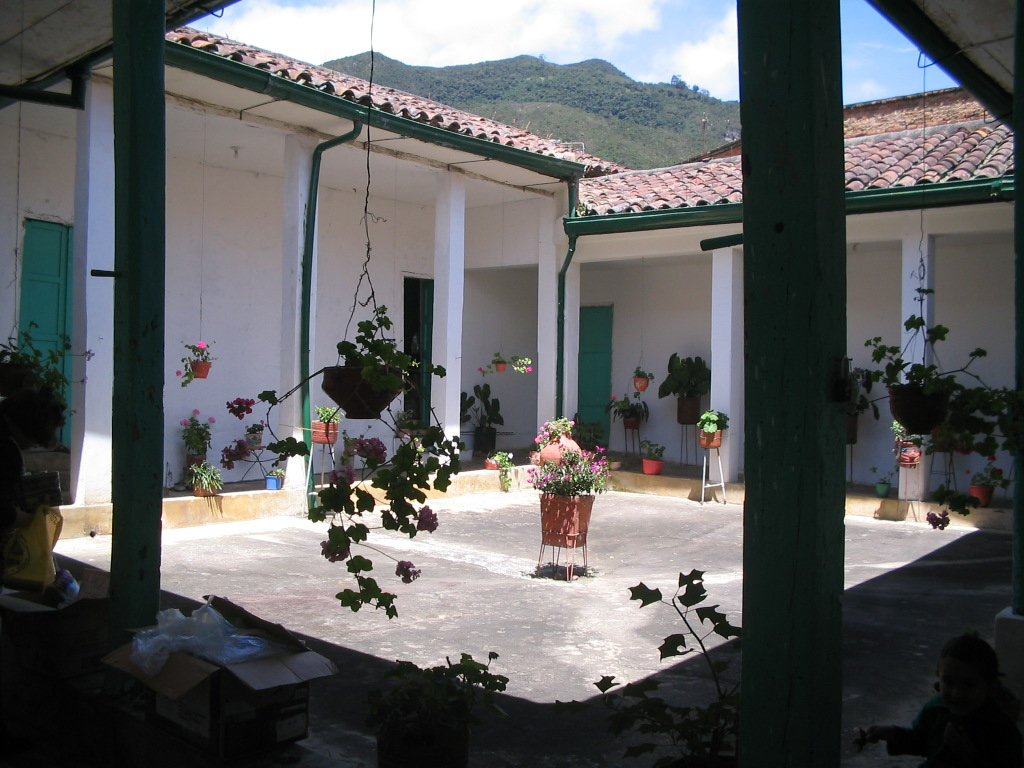
Patio

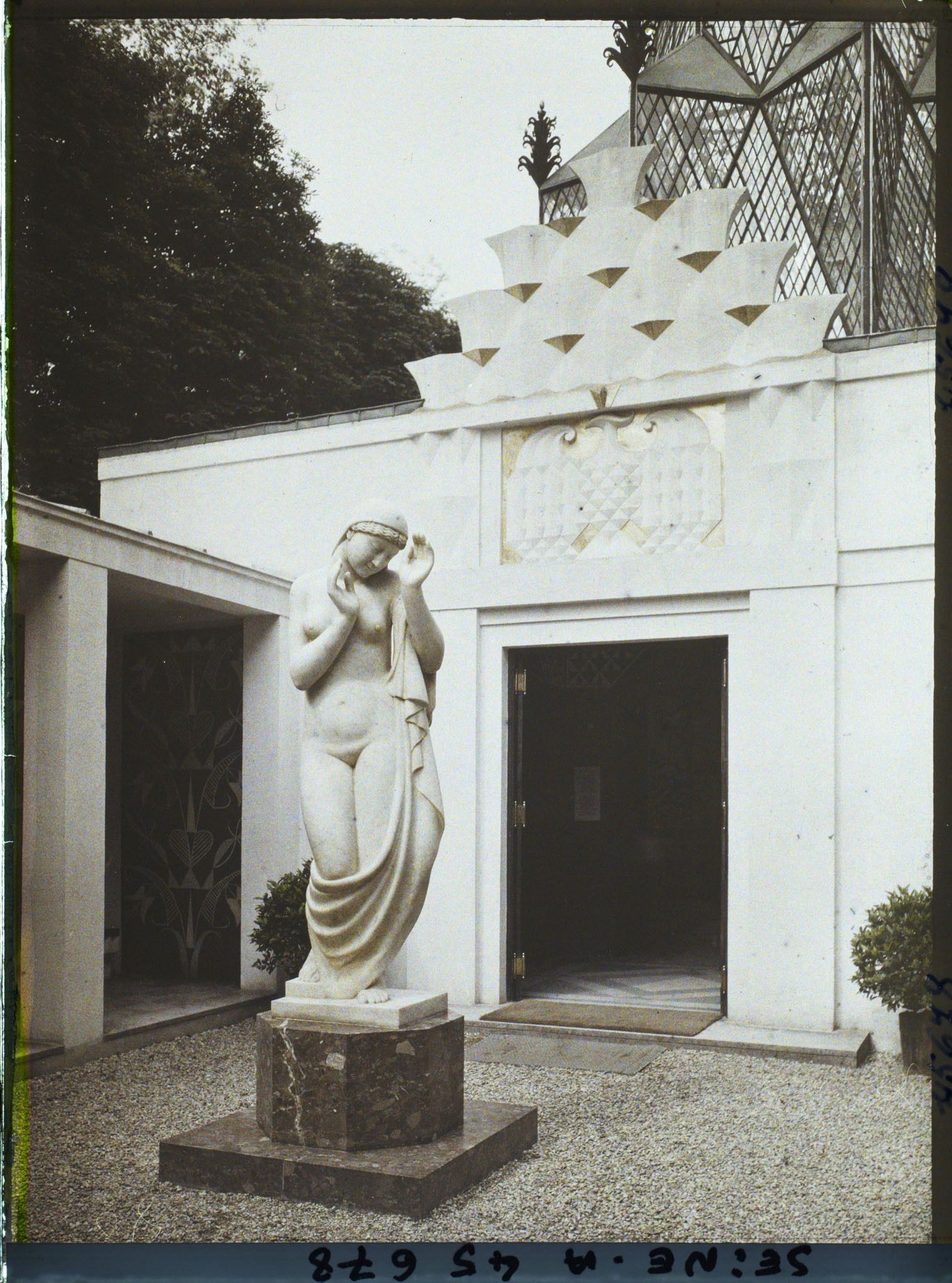
Patio polskiego pawilonu na Wystawie Światowej w Paryżu (1925)

Patio (hiszp.) – wewnętrzny dziedziniec lub mały ogródek.

## Pojęcie
Patia, jako niewielkie dziedzińce wewnątrz domów, są charakterystyczne dla architektury hiszpańskiej, portugalskiej i iberoamerykańskiej. Znajdowały się w pałacach, willach i domach, najczęściej wykładano je płytkami kamiennymi. Patio często było otoczone krużgankami, ozdobione roślinami i innymi formami małej architektury, jak: posągi, fontanny czy baseny. Z niego prowadziły wejścia do poszczególnych pomieszczeń. Współcześnie mianem patio określa się również niewielkich rozmiarów dziedziniec dekoracyjny.